# Erik (luchador)
Raymond Rowe (Cleveland, Ohio; 21 de agosto de 1984) es un luchador profesional estadounidense. Actualmente trabaja para la WWE, donde compite en la marca SmackDown bajo el nombre de Erik, como la mitad del equipo The Viking Raiders. Es conocido por su trabajo en Ring of Honor (ROH), donde él y su compañero de equipo Hanson/Ivar (conocidos colectivamente como War Machine en ROH) fueron dos veces Campeones en Parejas de IWGP, una vez Campeones Mundiales en Parejas de ROH y 1 vez WWE 24/7 Championship .

## Carrera

### Carrera temprana
Rowe fue entrenado por Josh Prohibition y Lou Marconi. Debutó en el circuito independiente en mayo de 2003.

### Ring of Honor (2013-2017)
Rowe hizo su debut en Ring of Honor el 1 de junio de 2013 con una derrota ante Bobby Fish. Después de eso, regresó a ROH el 4 de enero de 2014, como parte del torneo Top Prospect de ese año y derrotó a Kongo durante la primera ronda. Después de lograr avanzar a la final, Rowe finalmente perdió el torneo ante Hanson. A pesar de esto, Rowe comenzó a aparecer regularmente en ROH después del torneo, además de formar el equipo War Machine con Hanson el 4 de abril de 2014.
En agosto, Rowe resultó gravemente herido en un accidente de motocicleta y estuvo fuera de la acción durante varios meses. El 1 de marzo de 2015, Rowe regresó a ROH en el 13º aniversario de la compañía, acompañando a su compañero Hanson después del evento principal por el campeonato mundial. El 22 de agosto, War Machine derrotó a Killer Elite Squad (Davey Boy Smith Jr. & Lance Archer) en una lucha no titular y luego los retaron a un combate por los Campeonatos en Parejas de GHC, un título propiedad de la promoción japonesa Pro Wrestling Noah. War Machine recibió su oportunidad por los títulos en Japón el 19 de septiembre, pero fueron derrotados por Killer Elite Squad. El 18 de diciembre en Final Battle, War Machine derrotó a The Kingdom (Matt Taven & Michael Bennett) para ganar los Campeonatos Mundiales en Parejas de ROH. El dúo perdió los títulos ante The Addiction (Christopher Daniels & Frankie Kazarian) el 9 de mayo de 2016, en War of the Worlds. War Machine terminó su paso por ROH el 16 de diciembre de 2017.

### Japón (2015-2018)

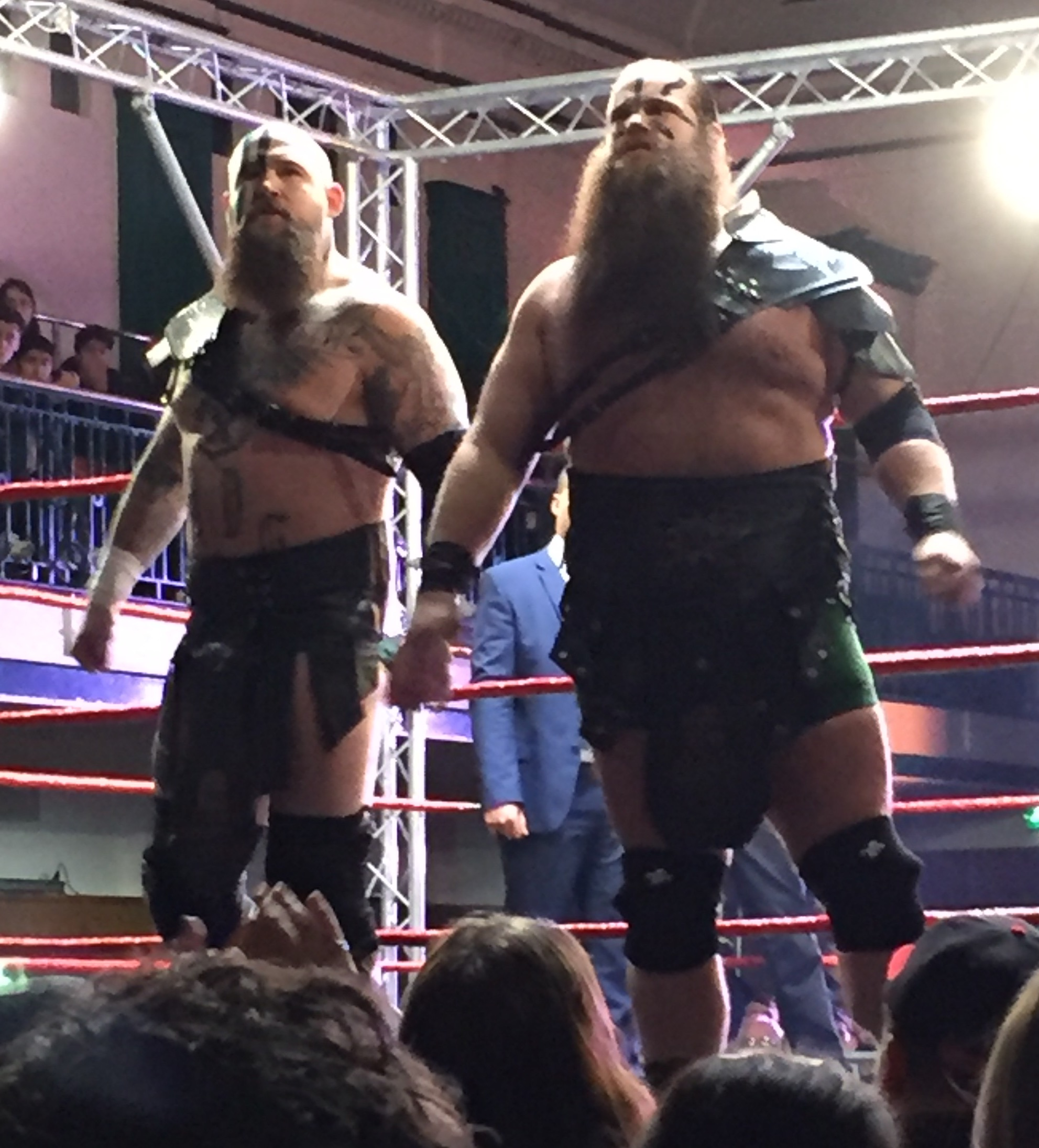
War Machine en enero de 2017.

El 14 de septiembre de 2015, Rowe y Hanson hicieron su debut en Japón para Pro Wrestling Noah, haciendo equipo con Takashi Sugiura en un evento principal de seis hombres, donde derrotaron a Suzuki-gun (Davey Boy Smith Jr., Lance Archer & Minoru Suzuki). Esto llevó a un enfrentamiento cinco días después, donde War Machine desafió sin éxito a Smith y Archer por los Campeonatos en Parejas de GHC.
En noviembre de 2016, War Machine hizo su debut en New Japan Pro Wrestling (NJPW) al ingresar a la World Tag League. Terminaron el torneo el 7 de diciembre con un récord de cuatro victorias y tres derrotas, sin poder avanzar a la final.
El 9 de abril de 2017, en Sakura Genesis, War Machine derrotó a Tencozy (Hiroyoshi Tenzan & Satoshi Kojima) para ganar Campeonatos en Parejas de IWGP. Perdieron los títulos ante Guerrillas of Destiny (Tama Tonga & Tanga Loa) el 11 de junio en Dominion 6.11 en Osaka-jo Hall, recuperándolo después en un No Disqualification match el 1 de julio en G1 Special en Estados Unidos. Perdieron los títulos ante Killer Elite Squad en un Triple Threat match, el cual también involucró a Guerrillas of Destiny, el 24 de septiembre en Destruction in Kobe.

### WWE (2018-presente)

#### NXT Wrestling (2018-2019)
El 16 de enero de 2018, WWE anunció que Rowe había firmado un contrato con la compañía y que entrenaría en el Performance Center. El 17 de marzo de 2018, Rowe y su compañero de equipo, Hanson, hicieron su debut en el territorio de desarrollo NXT en un evento en vivo, derrotando al equipo de Adrian Jaoude & Cezar Bononi en su primer combate. En la edición del 11 de abril de NXT, Rowe y Hanson, denominados como War Machine, debutaron en televisión, atacando Heavy Machinery (Otis Dozovic & Tucker Knight) y al equipo de Riddick Moss & Tino Sabbatelli. Dos noches después, en la edición del 13 de abril de NXT, derrotaron al equipo de Danny Burch & Oney Lorcan.
A principios de año, el equipo de Rowe & Hanson, ahora llamado War Raiders, continuaría su racha victoriosa, al derrotar a varios equipos en la división de NXT, incluidos The Mighty y Heavy Machinery. En NXT TakeOver: WarGames en Los Ángeles, War Raiders se unirían con Ricochet y Pete Dunne en el evento principal para derrotar a The Undisputed Era en un WarGames match. En NXT TakeOver: Phoenix, War Raiders derrotaría al equipo de Kyle O'Reilly & Roderick Strong para ganar los Campeonatos en Parejas de NXT.

#### 2019-presente
El 15 de abril, durante el Superstar Shake-up de WWE, Rowe y su compañero Hanson debutarían en la marca Raw como parte del elenco principal y pasarían a llamarse Erik e Ivar, respectivamente. También serían presentados con el nuevo nombre The Viking Experience. Esa noche, The Viking Experience & The Revival derrotaron a los Campeones en Parejas de Raw Curt Hawkins & Zack Ryder, Ricochet & Aleister Black. La semana siguiente en Raw, el equipo pasó a llamarse The Viking Raiders. Esa misma noche, atacaron a The Lucha House Party antes de su combate, por lo que este nunca comenzó. La siguiente semana en Raw, The Viking Raiders derrotaron a The Lucha House Party (Kalisto & Gran Metalik).
En el episodio del 6 de mayo de Raw, The Viking Raiders derrotaron a Hawkins & Ryder en una lucha no titular. En el episodio del 1 de julio de Raw, The Viking Raiders perdieron por descalificación ante The New Day (Big E & Xavier Woods) debido a una interferencia de Samoa Joe. Luego de eso, The Viking Raiders & Joe derrotaron a los tres integrantes de The New Day (Big E, Woods & el Campeón de WWE Kofi Kingston). Durante los siguientes meses, The Viking Raiders ganaron luchas por equipos contra competidores locales. En el episodio del 26 de agosto de Raw, The Viking Raiders fueron eliminados por descalificación, al igual que sus oponentes Luke Gallows y Karl Anderson, durante un Tag Team Turmoil match entre ocho equipos para determinar a los contendientes número uno a los Campeonatos en Parejas de Raw, luego de una pelea entre los dos equipos. En el episodio del 9 de septiembre de Raw, The Viking Raiders cambiaron a face luego de ayudar a Cedric Alexander, quien derrotó a AJ Styles por descalificación luego de una interferencia de Luke Gallows y Karl Anderson, por lo que The Viking Raiders aparecieron para ayudar a Alexander a atacar a The OC. Más tarde, esa misma noche, The Viking Raiders ganaron un 10-man Tag Team match junto con Alexander, Seth Rollins & Braun Strowman contra The OC y los Campeones en Parejas de Raw Dolph Ziggler & Robert Roode. En el episodio del 16 de septiembre de Raw, The Viking Raiders perdieron junto con Alexander un Six-man Tag Team match contra The OC. La siguiente semana en Raw, The Viking Raiders derrotaron a Gallows & Anderson, así como en una lucha de revancha el 30 de septiembre en la premier de temporada de Raw. En Hell in a Cell, The Viking Raiders se unieron a Strowman para enfrentar a The OC en un Six-man Tag Team match, el cual ganaron por descalificación después de que Gallows y Anderson atacaran a Strowman constantemente. En el episodio del 7 de octubre de Raw, The Viking Raiders derrotaron a Ziggler & Roode en una lucha no titular. El 11 de octubre, debido al Draft, se anunció que The Viking Raiders permanecerían en la marca Raw. En el episodio del 14 de octubre de Raw, The Viking Raiders derrotaron a Ziggler & Roode para ganar los Campeonatos en Parejas de Raw, marcando el primer campeonato tanto de Erik como de Ivar en el elenco principal de la WWE. La semana siguiente en Raw, The Viking Raiders derrotaron a Curt Hawkins & Zack Ryder en una lucha no titular. El 31 de octubre en Crown Jewel, The Viking Raiders compitieron en un Tag Team Turmoil match por la Copa Mundial en Parejas de WWE, pero fueron el último equipo eliminado por el eventual equipo ganador The OC (Luke Gallows & Karl Anderson). En el episodio del 18 de noviembre de Raw, The Viking Raiders se enfrentaron a Ricochet & Randy Orton en una lucha por los Campeonatos en Parejas de Raw durante el evento principal. Sin embargo, el combate terminó sin resultado debido a una interferencia de varias superestrellas tanto de SmackDown como de NXT. En el kick-off de Survivor Series, The Viking Raiders derrotaron a los Campeones en Parejas de SmackDown The New Day (Big E & Kofi Kingston) y a los Campeones en Parejas de NXT The Undisputed Era (Bobby Fish & Kyle O'Reilly) en un Triple Threat match sin ninguno de los títulos en juego.
En el Raw del 7 de septiembre, junto a Ivar, Apollo Crews & Ricochet fueron derrotados por The Hurt Business(M.V.P, Bobby Lashley, Cedric Alexander & Shelton Benjamin), durante el combate su compañero Ivar se lesionó del cuello legítimamente, por lo que comenzó una carrera en solitario, la siguiente semana en Raw, fue derrotado por el Campeón de los Estados Unidos de la WWE Bobby Lashley en un combate no titular, en el Main Event emitido el 30 de septiembre, fue derrotado por Riddick Moss como parte del Draft Suplementario, permaneció en Raw aunque separado  de su compañero Ivar de The Viking Raiders, en el Main Event emitido el 4 de noviembre, fue derrotado por Titus O'Neil, la siguiente semana en Raw, se enfrentó a R-Truth, Akira Tozawa, Drew Gulak, Gran Metalik, Lince Dorado, y a Tucker en un 7-Way Match por el Campeonato 24/7 de la WWE, sin embargo perdió, después del combate, cubrió a Tozawa con un «Roll-up» y ganó el Campeonato 24/7 de la WWE por 1.ª vez y siendo su primera victoria y primer título en solitario, sin embargo fue derrotado por Drew Gulak con un «Roll-up» en ringside perdiendo el Campeonato 24/7 de la WWE en 11 segundos de reinado, posteriormente persiguió a R-Truth para intentar ganar el Campeonato 24/7 de la WWE, 2 días después en Main Event, derrotó a Akira Tozawa.
En el SmackDown! WrestleMania Edition, participó en el André the Giant Memorial Battle Royal, formando parte de los varios luchadores que eliminaron a Cedric Alexander, sin embargo fue eliminado por Elias & Jaxson Ryker. En el Raw emitido el 10 julio, fue derrotado por Campeón en Parejas de Raw Omos. En Money In The Bank, junto a Ivar se enfrentaron AJ Styles & Omos por los Campeonatos en Parejas de Raw, sin embargo perdieron. A la noche siguiente en Raw, junto a Ivar & Riddle derrotaron a John Morrison, AJ Styles & Omos.
En Survivor Series, participó en el 25-Man Dual Brand Battle Royal en conmemoración a los 25 años de carrera de The Rock, junto a su compañero Ivar eliminaron a Jinder Mahal, sin embargo fue eliminado por Shanky. 5 días después en SmackDown, participó en el Black Friday Invitational Battle Royal por una oportunidad al Campeonato Universal de la WWE de Roman Reigns, dónde junto a su compañero Ivar eliminaron a Humberto, sin embargo fue eliminado por Sheamus. En el SmackDown! emitido el 24 de diciembre, participó en el 12 Days for Christmas Gauntlet Match por una oportunidad por el Campeonato Intercontinental de la WWE de Shinsuke Nakamura, entrando de tercero, sin embargo fue eliminado por Angel.

## Vida personal
Raymond Rowe, junto con su compañero de equipo Todd Smith, lleva a cabo el estilo de vida Straight Edge. El 21 de diciembre de 2018, Rowe se casó con la exluchadora de la WWE, Sarah Logan.
El 9 de febrero del 2021, Rowe y Logan, dieron la bienvenida a su hijo Raymond Cash Rowe.

## Campeonatos y logros
- Anarchy Championship Wrestling

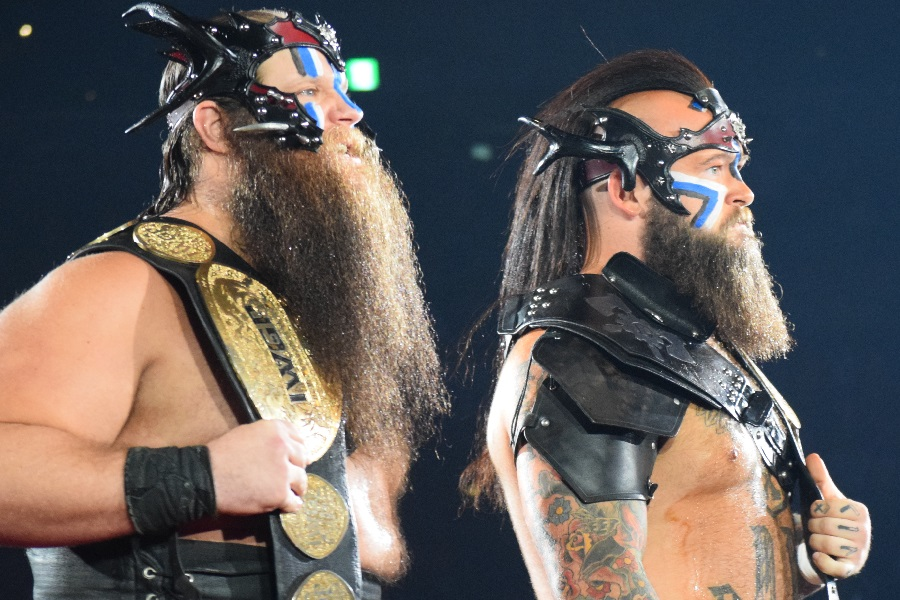
Rowe junto a Hanson como Campeonatos de Parejas IWGP

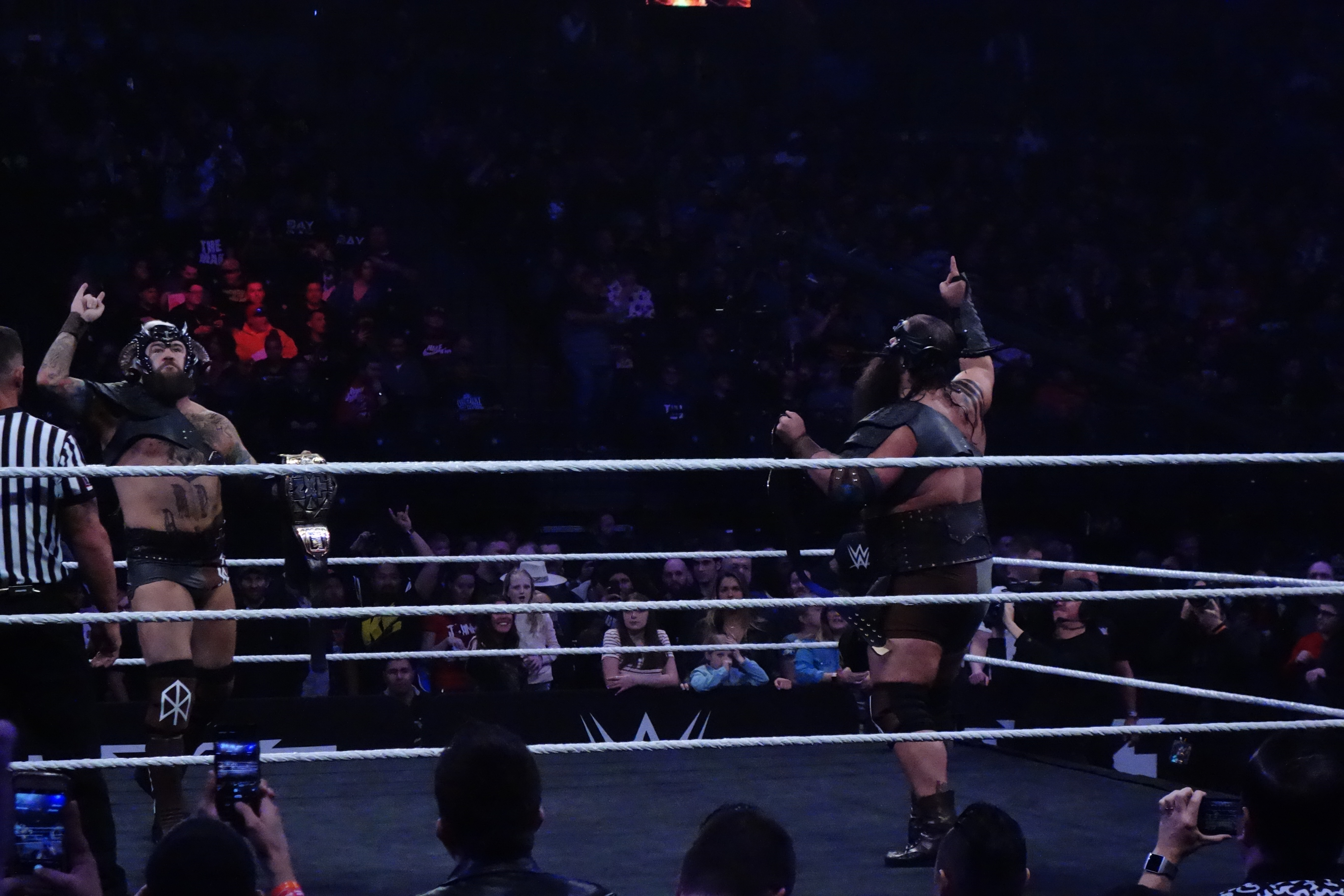
Rowe junto a Hanson como Campeones en Parejas de NXT

  - Anarchy Heavyweight Championship (1 vez)
  - World Hardcore Championship (1 vez)
- Brew City Wrestling
  - BCW Tag Team Championship (1 vez) - con Hanson

- New Japan Pro Wrestling
  - IWGP Tag Team Championship (2 veces) - con Hanson

- Ring of Honor/ROH
  - ROH World Tag Team Championship (1 vez) - con Hanson

- VIP Wrestling
  - VIP Heavyweight Championship (2 veces)
  - VIP Tag Team Championship (1 vez) - con Hanson
- What Culture Pro Wrestling
  - WCPW Tag Team Championship (1 vez) - con Hanson

- WWE
  - Raw Tag Team Championship (2 veces, actual) - con Ivar
  - WWE 24/7 Championship (1 vez )
- NXT Wrestling
  - NXT Tag Team Championship (1 vez) - con Hanson